# Dritte Polnische Republik
Als Dritte Polnische Republik (polnisch III. Rzeczpospolita) bezeichnet man den polnischen Staat nach dem Systemwechsel von 1989, der aus der sowjetisch dominierten, kommunistischen Volksrepublik Polen (Polska Rzeczpospolita Ludowa) hervorging. 
Die Dritte Polnische Republik steht in der Tradition der (Ersten) Polnisch-Litauischen Adelsrepublik (1569–1795, I. Rzeczpospolita) und der Zweiten Polnischen Republik (1918–1939, II. Rzeczpospolita).

## Vorgeschichte

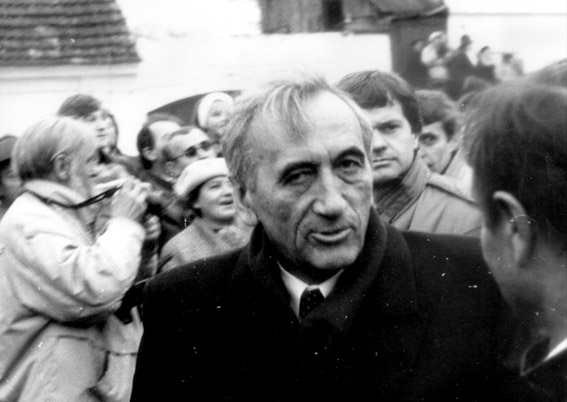
Erster Ministerpräsident der Dritten Polnischen Republik, Tadeusz Mazowiecki (November 1989)

Die politisch-gesellschaftliche Transformation vom autoritären Einparteienstaat zur demokratisch-pluralistischen Republik war ein Prozess, der spätestens mit den Streiks im August 1980 begann und 1989 zur Absetzung des kommunistischen Regimes führte. Es gibt mehrere Daten, die als konkreter Beginn der Dritten Polnischen Republik angesehen werden. Der Abschluss der Gespräche am Runden Tisch am 5. April 1989, die ersten teilweise freien Wahlen im Ostblock am 4. Juni 1989 (deutlicher Sieg der Solidarność-Bewegung), die Regierungsbildung von Tadeusz Mazowiecki am 24. August 1989, bzw. die Wiedereinführung des früheren Staatsnamens Rzeczpospolita Polska (deutsch Republik Polen) und der goldenen Krone auf dem Adler des polnischen Wappens per Verfassungsänderung am 29. Dezember 1989, bis hin zu den ersten komplett freien Parlamentswahlen am 27. Oktober 1991 werden als Beginn der Dritten Polnischen Republik angesehen.
Die Verhandlungen am Runden Tisch vom 6. Februar bis 5. April 1989 waren eines der deutlichen Zeichen der Veränderungen in der politischen Landschaft Polens. Hier saßen sich Vertreter der kommunistischen Partei Polnische Vereinigte Arbeiterpartei (PZPR), der oppositionellen Gewerkschaft Solidarność, der katholischen Kirche und anderer gesellschaftlicher Gruppen gegenüber. Vorausgegangen waren Verhandlungen zwischen Czesław Kiszczak und Lech Wałęsa sowie deren Abordnungen in Magdalenka bei Warschau. Die Verhandlungen am Runden Tisch in mehreren Arbeitsgruppen führten zu tiefgreifenden Veränderungen in allen Bereichen des öffentlichen Lebens. Im politischen Bereich vereinbarte man die schrittweise Einführung der vollen Volkssouveränität mit dem dazugehörenden Pluralismus. Als Sofortmaßnahme wurde am 17. April die Gewerkschaft Solidarność wieder zugelassen, nach dem sie offiziell 1981 verboten worden war. Die Anerkennung eines Mehrparteiensystems, des Prinzips freier Wahlen und unabhängiger Gerichte waren weitere wichtige Etappen dieses Prozesses, der eine Mischung aus Revolution und Reform darstellte.
Am 4. und 18. Juni 1989 fanden erstmals nach dem Zweiten Weltkrieg in Polen wieder teilweise freie Parlamentswahlen statt, was auch ein Novum für den gesamten Ostblock darstellte. Die Sitze im Sejm wurden nach dem Schlüssel 65 zu 35 vergeben, also 65 Prozent für die PZPR und ihre Blockparteien, 35 Prozent (161 von 460 Sitzen) für die Opposition, während die Wahlen zum Senat vollständig unbeschränkt abgehalten wurden. Alle der 161 (von 460) in freier Wahl vergeben Sitze im Sejm wurden vom „Bürgerkomitee Solidarność“, der politischen Organisation der Solidarność gewonnen, die auch 99 der 100 möglichen Sitze in dem wieder gebildeten Senat gewann. Von den insgesamt 261 Kandidaten der Solidarność wurde nur ein einziger Senatskandidat nicht gewählt; die PZPR brachte ihre Kandidaten nur mit Hilfe einer kurzfristigen Änderung des Wahlgesetzes durch.
Am 7. April 1989 schuf der Sejm das Amt des Staatspräsidenten wieder. Am 19. Juli 1989 wählte eine sehr knappe Mehrheit der Nationalversammlung General Wojciech Jaruzelski zum Staatspräsidenten. Ein von der PZPR geführtes Kabinett unter General Czesław Kiszczak kam nicht mehr zustande.
Der Solidarność gelang es in Zusammenarbeit mit zwei bisherigen Blockparteien am 13. September 1989, eine Regierung unter dem katholischen Publizisten Tadeusz Mazowiecki zu bilden. Mazowiecki verkündete in einer Rede die Ausrichtung auf die Zukunft und das Vorhaben, nicht mit der Vergangenheit abzurechnen, sondern einen „dicken Strich“ darunter zu ziehen (Przeszłość odkreślamy grubą linią). Dies brachte ihm zahlreiche Kritik ein, die auch in späteren Jahren vor allem vom politisch rechten Lager wiederholt wurde. Im Oktober 1989 stellte der neue Finanzminister Leszek Balcerowicz den nach ihm benannten Balcerowicz-Plan vor. Dieser sollte das Wirtschaftssystem schnell in eine funktionierende Marktwirtschaft umwandeln.
Diese Ereignisse in Polen trugen wesentlich zum Niedergang des Kommunismus in Europa, zum Fall der Berliner Mauer und zur Öffnung des Eisernen Vorhangs bei. 

## Präsidentschaften

### Ära Lech Wałęsa
Im Dezember 1990 wurde der ehemalige Solidarność-Vorsitzende Lech Wałęsa in einer Volkswahl zum ersten demokratisch gewählten Staatspräsidenten Polens.
Daraufhin kehrte die Exilregierung der Zweiten Polnischen Republik, welche sich seit dem Zweiten Weltkrieg in London befand, nach Warschau zurück und übertrug ihre Autorität und Kompetenzen auf Wałęsa.
Am 1. Juli 1991 endete die Mitgliedschaft Polens im Warschauer Pakt durch dessen Auflösung.
In der ersten Hälfte der 1990er Jahre gab es auch eine wirtschaftliche Umorientierung. Die planwirtschaftlichen Strukturen wurden aufgelöst und Staatseigentum wurde in Privateigentum umgewandelt.
1993 verließen die letzten Einheiten der ehemaligen Sowjetarmee Polen. Der russische Generalstab stellte der polnischen Regierung 26,7 Milliarden Rubel für die Befreiung von der deutschen Besatzung im Zweiten Weltkrieg in Rechnung. Warschau lehnte die Forderung ab und verwies auf die Schäden, die die sowjetischen Truppen angerichtet hätten, darunter die Zerstörung von 38.100 Hektar Wald und 15.300 Hektar Ackerland sowie die Vergiftung des Grundwassers auf einer Fläche von 6500 Hektar. Die russische Seite erhob daraufhin Forderungen in Höhe von 400 Millionen Dollar für die auf polnischem Territorium erbauten Gebäude, was Warschau ablehnte. Schließlich ließen beide Seiten ihre Forderungen fallen.

### Ära Aleksander Kwaśniewski
Im Dezember 1995 wurde Aleksander Kwaśniewski zum Nachfolger Wałęsas als Staatspräsident gewählt. Während Kwaśniewskis Amtszeit trat Polen 1999 der NATO und 2004 der Europäischen Union bei.
Am 2. April 1997 wurde von Sejm und Senat (Nationalversammlung) eine neue Verfassung verabschiedet und am 25. Mai 1997 vom polnischen Volk per Volksabstimmung angenommen. Sie trat am 17. Oktober 1997 in Kraft.
Im März 1999 trat Polen der NATO bei, nachdem es seit 1994 in deren Programm Partnerschaft für den Frieden mitgearbeitet hatte.
Polen entwickelte sich während des Dritten Golfkrieges und in der Nachkriegszeit neben Großbritannien, Italien und Spanien zu einem wichtigen Verbündeten der USA in Europa. Während der Kriegshandlungen entsandte Polen 400 Spezialkräfte der Einheit GROM, die aktiv an den Kämpfen um die irakische Stadt Umm Kasr beteiligt waren. Auch im Nachkriegs-Irak nahm Polen eine wichtige Rolle ein. Polen hatte seit dem 1. September 2003 das Oberkommando über ca. 10.000 Soldaten aus Ländern wie Spanien (nach Amtsantritt Zapateros abgezogen), der Ukraine, Bulgarien, der Mongolei und weiteren kleineren Truppenkontingenten. Aufgrund der Haltung der polnischen Regierung während des Irak-Krieges kam es zu schweren Misstönen im Verhältnis zu Deutschland und Frankreich, die eine ablehnende Haltung gegenüber dem Krieg einnahmen.
Am 1. Mai 2004 wurde Polen, nachdem sich eine Mehrheit der polnischen Bürger in einer Volksabstimmung im Juni 2003 für den EU-Beitritt ausgesprochen hatte (73 Prozent Ja-Stimmen bei etwa 59 Prozent Wahlbeteiligung), zusammen mit neun weiteren Staaten, Mitglied der Europäischen Union. Polen ist unter den mittlerweile 15 neuen Mitgliedstaaten das bevölkerungsreichste und flächenmäßig größte Land.
Während des Konfliktes um die Präsidentschaftswahlen in der Ukraine im November und Dezember 2004 engagierte sich der polnische Präsident Aleksander Kwaśniewski als Vermittler zwischen den Konfliktparteien der sogenannten Orangen Revolution, während die polnische Öffentlichkeit und die Medien in besonders hohem Maß Solidarität mit der Ukraine und ihrem neuen Präsidenten Wiktor Juschtschenko übten.
Bei den Parlamentswahlen am 25. September 2005 erhielt die bis dahin regierende SLD bei geringer Wahlbeteiligung (40,57 %) nur noch 11,3 % der Stimmen (nach 41,0 % vier Jahre zuvor). Die rechtskonservative PiS erhielt 27,0 % (nach 9,5 % im Jahr 2001) vor der liberalkonservativen PO (24,1 %). Die postkommunistisch-sozialdemokratische SLD erhielt 11,4 %. Ebenfalls im Parlament vertreten waren die Bauernpartei Samoobrona des Populisten Andrzej Lepper, die national-klerikale LPR und die gemäßigte Bauernpartei PSL.

### Ära Lech Kaczyński
Lech Kaczyński, der Zwillingsbruder von Jarosław, gewann im Oktober 2005 die Präsidentschaftswahl.
Entgegen den Erwartungen vieler kam es nicht zu einer Koalition aus PiS und PO. Am 10. November 2005 wurde einer Minderheitsregierung der PiS unter Ministerpräsident Kazimierz Marcinkiewicz das Vertrauen des Sejm ausgesprochen. Am 5. Mai 2006 bildete er mit der klerikal-nationalistischen LPR und der linkspopulistischen Bauernpartei Samoobrona eine Koalition, die im Sejm eine Mehrheit hatte. Die Vorsitzenden der beiden Koalitionspartner wurden zu stellvertretenden Ministerpräsidenten gewählt. Am 7. Juli 2006 kündigte Marcinkiewicz jedoch seinen Rücktritt als Ministerpräsident an, welcher am 10. Juli 2006 erfolgte. Das politische Komitee der PiS empfahl den Zwillingsbruder des Staatspräsidenten, Jarosław Kaczyński, für die Nachfolge, der anschließend Ministerpräsident Polens wurde. In den folgenden zwei Jahren kam es zu einer merklichen Abkühlung des deutsch-polnischen Verhältnisses, wie auch zu einer international zunehmend als negativ bewerteten Rolle Polens in der EU. Zudem war die Arbeit der Koalition im Innern von mehrfachen Krisen geprägt. Die letzte dieser Krisen führte im Spätsommer 2007 schließlich zum endgültigen Zerfall der Koalition und zur vorgezogenen Neuwahlen am 21. Oktober.
Am 13. November 2006 wurde gemeinsam mit Deutschland, Lettland, Litauen und der Slowakei ein Abkommen zur Bildung einer gemeinsamen EU-Einsatztruppe unterzeichnet. Polen soll dabei das Oberkommando übernehmen und 750 Soldaten zur Verfügung stellen.
Aus den Parlamentswahlen vom Oktober 2007 ging die PO als haushoher Sieger hervor. Die PiS fiel auf den 2. Platz zurück. Ihre ehemaligen Koalitionspartner blieben unter der Fünf-Prozent-Hürde und verpassten somit den Wiedereinzug ins Parlament. Der Wahlsieger PO bildete nunmehr zusammen mit der gemäßigten Bauernpartei PSL eine Regierungskoalition, zunächst unter dem PO-Vorsitzenden Donald Tusk, vom 22. September 2014 bis November 2015 unter Ewa Kopacz als Ministerpräsidenten (Kabinett Kopacz).
Am 10. April 2010 verunglückte bei Smolensk während des Landeanflugs bei dichtem Nebel das Regierungsflugzeug mit dem Staatspräsidenten Lech Kaczyński, dessen Ehefrau und einer Delegation aus Politik, Militär und Gesellschaft, die zu einer Gedenkfeier des 70. Jahrestages des Massakers von Katyn unterwegs waren, wobei alle 96 Personen an Bord umkamen. Entsprechend Artikel 131 der polnischen Verfassung übernahm daraufhin Parlamentspräsident Bronisław Komorowski bis zur Wahl eines neuen Präsidenten dessen Amtsgeschäfte und die ursprünglich für Oktober 2010 vorgesehene Präsidentschaftswahl wurde auf den 20. Juni vorgezogen.

### Ära Bronisław Komorowski
Bei der vorgezogenen Präsidentschaftswahl am 20. Juni 2010 erreichte Bronisław Komorowski den höchsten Stimmenanteil aller Kandidaten, verpasste aber die absolute Mehrheit. Aus der damit nötigen Stichwahl gegen den Zweitplatzierten Jarosław Kaczyński, den Zwillingsbruder des verstorbenen Staatspräsidenten, ging er am 4. Juli 2010 erfolgreich hervor.

### Ära Andrzej Duda
Bronisław Komorowski verpasste 2015 die Wiederwahl, neuer Präsident Polens wurde Andrzej Duda, dem 2020 die Wiederwahl gelang. Bei der Parlamentswahl in Polen 2015 wurde das Kräfteverhältnis umgekehrt. Die PiS gewann 235 der 460 Sitze des Sejm. Das Kabinett Szydło regierte von November 2015 bis Dezember 2017 und wurde vom Kabinett Morawiecki I abgelöst. Der Pis gelang auch nach der Parlamentswahl 2019 die Regierungsbildung. 
Im Dezember 2023 löste das Kabinett Tusk III alle öffentlich-rechtlichen Medien in Polen, die als Propagandamedium der PiS galten, formell auf, um eigenen Aussagen zufolge deren Umstrukturierung zu ermöglichen. Tusks pro-europäische und pro-ukrainische Haltung sorgte in der EU für Optimismus und Zufriedenheit. Die Regierung Tusk begann auch, die Unabhängigkeit der polnischen Justiz wiederherzustellen. Die Beziehungen Polens mit der EU verbesserten sich nach der achtjährigen Regierungszeit der PiS-Partei. Kommissionspräsidentin Ursula von der Leyen kündigte an, Polen 137 Milliarden Euro an eingefrorenen Geldern auszuzahlen. 
Tusk versprach auch, das staatliche Fernsehen TVP von der Propaganda zu befreien und die Unabhängigkeit der öffentlich-rechtlichen Medien wiederherzustellen. Die PiS versuchte, die Zentrale des polnischen Staatsfernsehens zu blockieren.
Im Frühjahr 2024 bekräftigte Polen unter Tusk seine Unterstützung für die Ukraine und verurteilte Russlands völkerrechtswiedrigen Angriffskrieg. Im Januar besuchte er Kiew, wo er seine Bereitschaft bekräftigte, die Ukraine mit militärischer Ausrüstung und politischer Unterstützung zu versorgen. Diese Zusage kam zu einem Zeitpunkt, als die Beziehungen zwischen Polen und der Ukraine noch vor Tusks Amtsantritt unter der PiS-Regierung durch EU-Handelsliberalisierungen unter Druck geraten waren, da die polnischen Landwirte durch den Import ukrainischer Agrarprodukte benachteiligt waren. Er kritisierte auch Victor Orban für seine „russland-freundliche“ Haltung. Er warf ihm vor, Moskau gegenüber der Ukraine zu bevorzugen. Im Inland war Tusks Regierung weiterhin ambitioniert: Sie versuchten die von der vorherigen PiS-Regierung eingeführten Justizreformen rückgängig zu machen. Im März stellte Tusk einen umfassenden Justizreformplan vor, der die Unabhängigkeit des polnischen Verfassungsgerichtshofs stärken sollte.

### Ära Karol Nawrocki
Nach der Präsidentschaftswahl im Juni 2025 löste Karol Nawrocki als Staatspräsident den bisherigen Amtsinhaber Andrzej Duda ab, der nach zwei Amtszeiten nicht mehr kandidieren durfte. Nawrocki ist parteilos, wurde jedoch im Wahlkampf von der PiS unterstützt.

## Regierungen
- Regierung Tadeusz Mazowiecki
- Regierung Jan Bielecki
- Regierung Jan Olszewski
- Regierung Hanna Suchocka
- Regierung Waldemar Pawlak
- Regierung Józef Oleksy
- Regierung Włodzimierz Cimoszewicz
- Regierung Jerzy Buzek
- Regierung Leszek Miller
- Regierung Marek Belka
- Regierung Kazimierz Marcinkiewicz
- Regierung Jarosław Kaczyński
- Regierungen Donald Tusk I und II
- Regierung Ewa Kopacz
- Regierung Beata Szydło

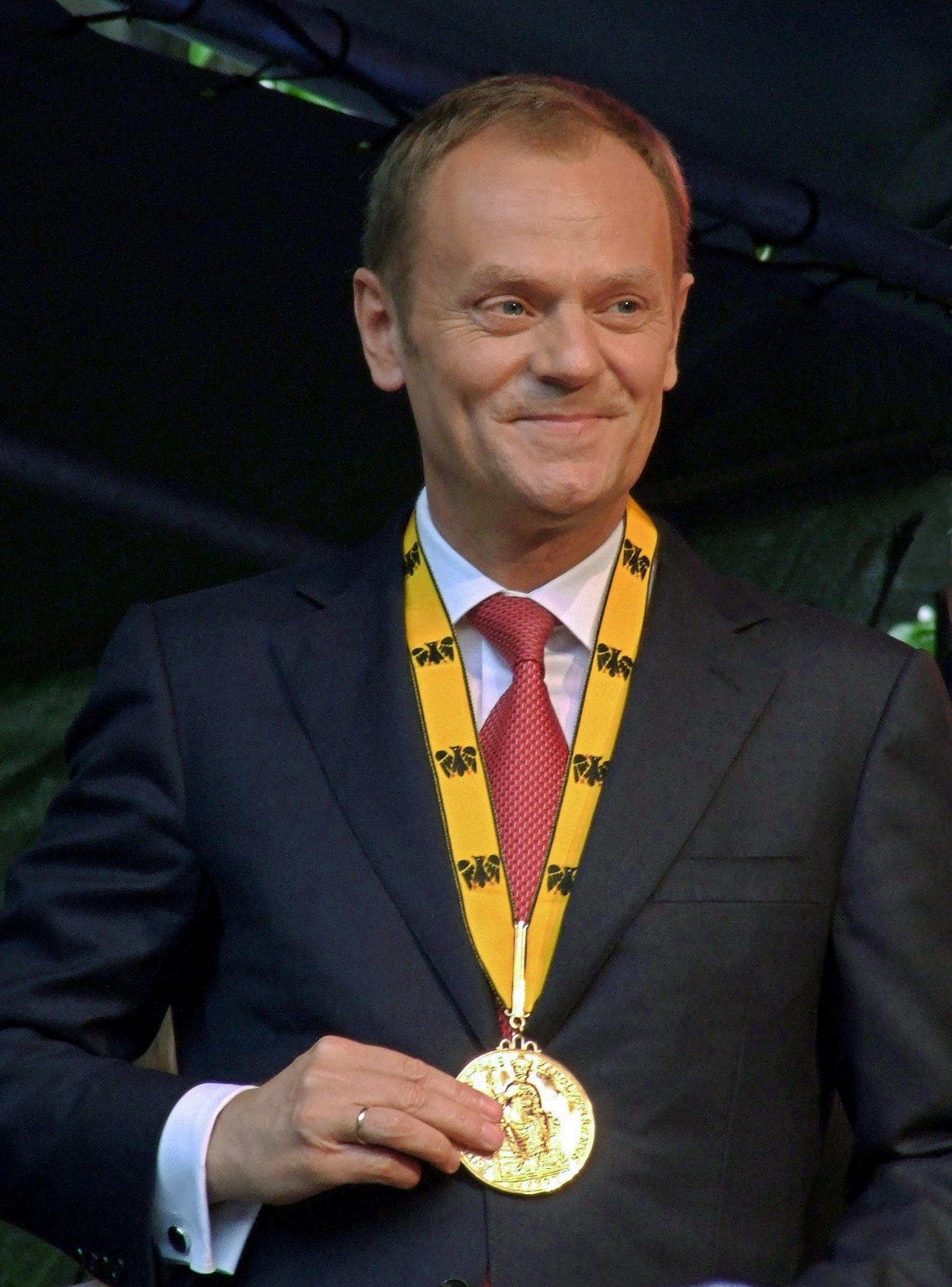
Ministerpräsident Donald Tusk bei der Karlspreis-Verleihung

- Regierung Mateusz Morawiecki I, II und III
- Regierung Tusk III

## Siehe auch

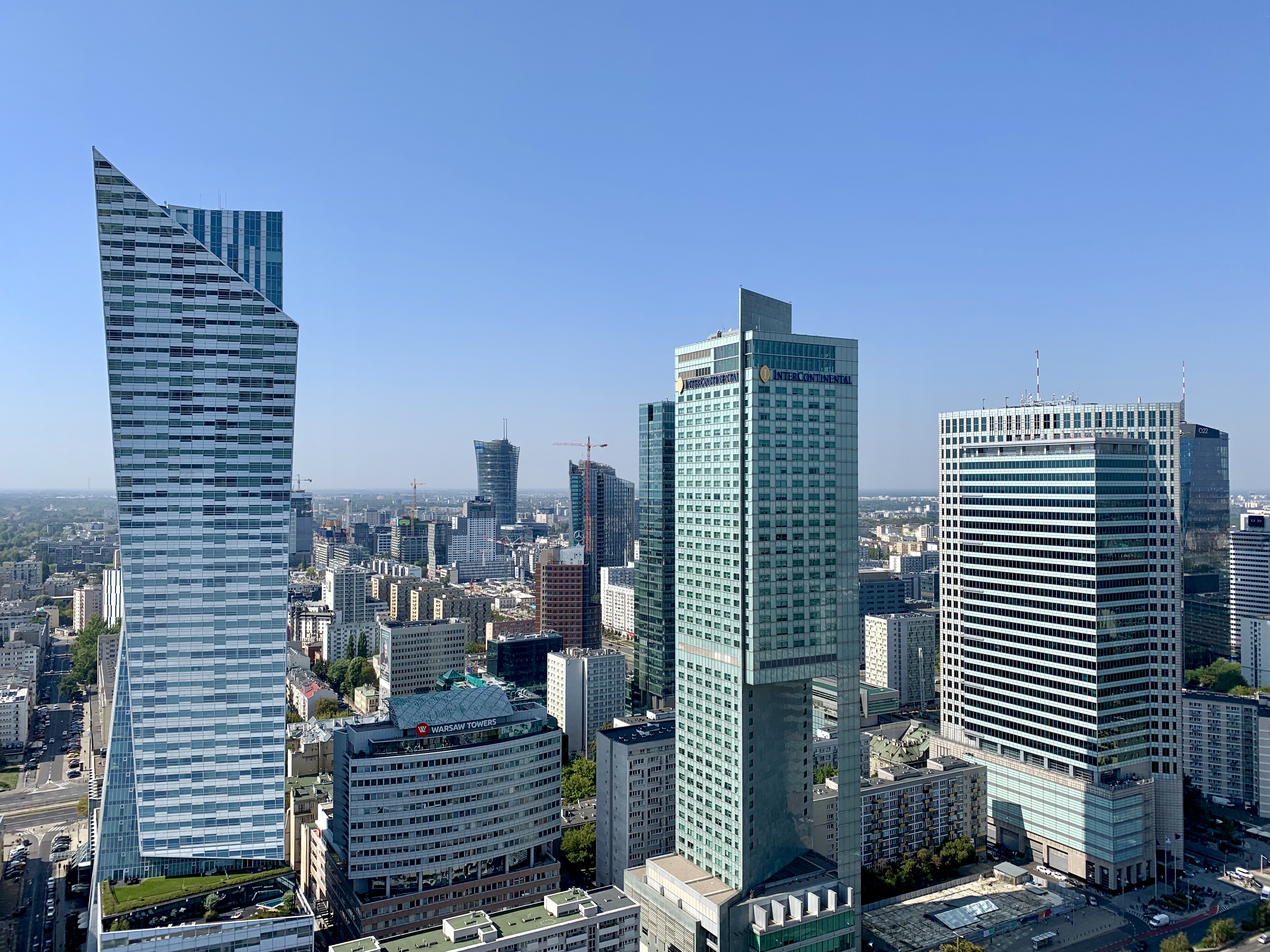
Wolkenkratzer in Warschau